# Estanislau Arnoldo Van Melis
Estanislau Arnoldo Van Melis CP (* 19. März 1911 in Middelburg, Provinz Zeeland, Niederlande; † 23. November 1998) war Bischof von São Luís de Montes Belos.

## Leben
Estanislau Arnoldo Van Melis trat der Ordensgemeinschaft der Passionisten bei und empfing am 10. Mai 1936 das Sakrament der Priesterweihe.
Am 26. November 1962 ernannte ihn Papst Johannes XXIII. zum Titularbischof von Polemonium und bestellte ihn zum ersten Prälaten von São Luís de Montes Belos. Der Bischof von Roermond, Petrus Moors, spendete ihm am 2. Februar 1963 die Bischofsweihe; Mitkonsekratoren waren der Bischof von ’s-Hertogenbosch, Wilhelmus Marinus Bekkers, und der Weihbischof in Münster, Heinrich Baaken. Am 26. Mai 1978 verzichtete Van Melis auf das Titularbistum Polemonium. Estanislau Arnoldo Van Melis wurde am 17. September 1981 infolge der Erhebung der Territorialprälatur São Luís de Montes Belos zum Bistum von Papst Johannes Paul II. zum ersten Bischof von São Luís de Montes Belos ernannt. 
Am 10. Februar 1987 nahm Johannes Paul II. das von Estanislau Arnoldo Van Melis aus Altersgründen vorgebrachte Rücktrittsgesuch an.
Estanislau Arnoldo Van Melis nahm an der zweiten, dritten und vierten Sitzungsperiode des Zweiten Vatikanischen Konzils teil.